# 都住站
都住站（日语：／ Tsusumi eki */?）是位於長野縣上高井郡小布施町大字都住，長野電鐵的長野線車站。車站編號為N16。

## 歷史
- 1928年（昭和3年）10月11日 - 長野電鐵車站啟用[1]。
- 1973年（昭和48年）7月6日 - 成為無人車站[1]。

## 車站構造
車站是一座地面車站，設有1面1線單式月台。曾經設有木製車站大樓，當時為有人車站。現時此站只有簡單的候車室且為無人車站。

## 使用狀況
以下為近年1日平均乘車人次變化。
| 年度   | 一日平均 乘車人次 |
| ------ | ----------------- |
| 2010年 | 108               |
| 2011年 | 105               |
| 2012年 | 98                |
| 2013年 | 97                |
| 2014年 | 104               |
| 2015年 | 109               |
| 2016年 | 99                |
| 2017年 | 101               |
| 2018年 | 95                |

## 車站周邊
- 國道403號（日语：国道403号）
- 北信濃果物之街道（日语：北信濃くだもの街道）（須高廣域農道）

## 相鄰車站
長野電鐵
■長野線
■A特急、■B特急
通過
■普通
小布施（N15）－都住（N16）－櫻澤（N17）

## 注腳
1. 1 2 3 4 5 6 7 8 9  信濃毎日新聞社出版部. . 信濃毎日新聞社. 2011-07-24: 280. ISBN 9784784071647 （日语）.
2. ↑  《長野縣統計書》各年度版。

## 外部連結
- 都住站｜各站資訊 （页面存档备份，存于）（日語） - 長野電鐵